# Ковалів Ярема Богданович
Ярема Богданович Ковалів (народився 9 липня 1976 року) — український державний службовець, голова Державного агентства рибного господарства України (2015 року-2017).
Одружений. Дружина — Ковалів Юлія Ігорівна.

## Професійна діяльність
Його юридична кар'єра почалася в компанії «Veneto». З 2003 року став начальником юридичного відділу.
З 2003 по 2007 рік працював у компанії TNK BP.
З 2007 по 2009 очолював юридичний відділ компанії «МД Рітейл».

### Arricano
З 2009 по 2013 начальник юридичного департаменту Arricano.
З грудня 2013 по вересень 2014 в.о. Генерального директора компанії.
З листопада 2014 по квітень 2015 року член Ради директорів Arricano.
Всього в портфелі проєктів Arricano дев'ять торгово-розважальних центрів. Побудовано 5 ТРЦ, серед яких Sky Mall і «РайON» в Києві, «Сонячна Галерея» у Кривому Розі, City Mall в Запоріжжі, ТЦ «Південна Галерея» у Сімферополі. У грудні 2014 року у Києві відкрився ТРК «Проспект» загальної площею 44,1 тис. м². З вересня 2013 року акції Arricano Real Estate котуються на AIM Лондонської фондової біржі.

### Державна служба
8 квітня 2015 року розпорядженням № 308-р Кабінету Міністрів України Коваліва Ярему Богдановича призначено Головою Державного агентства рибного господарства України.
На посаді керівника агентства здійснював реформування рибної галузі. У 2015 році проведена масштабна дерегуляція: скасовано 7 дозвільних документів, які створювали підстави для корупції, створено умови для розвитку аквакультури та марикультури, повністю заборонено промисловий вилов риби у Дніпрі в межах Києва. Було розпочато реформування органів рибоохорони: замість рибінспекторів, якість виконання обов'язків яких була приводом для недовіри з боку суспільства, українські водойми охоронятиме новий рибний патруль. У грудні 2015 року стартував конкурс у рибний патруль Києва і області. Держрибагентство отримало понад 2000 анкет.
Ярема Ковалів брав участь у захисті океанічного риболовецького флоту України від посягань кримської окупаційної влади. У 2015 році океанічний риболовецький флот вперше з 1997 року приніс державі прибуток у розмірі 19 млн гривень, з яких 13 млн гривень — дивіденди. Крім того, суттєво покращено умови роботи українських кораблів, а судно «Іван Голубець» отримало нового фрахтувальника.
30 серпня 2017 року Кабінет Міністрів України звільнив Ярему Коваліва з посади голови Державного агентства рибного господарства України (розпорядження КМУ № 587 від 30 серпня 2017 року).